# S.BUS
S.BUS（エスバス）とは双葉電子工業が開発した独自のシリアル通信規格である。

## 概要
ラジコンの用途において、従来のパルス幅変調方式では受信機から各サーボモータに対し個別に配線が必要となるため、送信機の多チャンネル化に伴い配線数が多くなっていた。これに対しS.BUS規格に対応したサーボは受信機から送られてきた信号が自分のものであることを判別ができ、受信機の一つのS.BUSポートからハブ形式で複数のサーボを接続でき、配線を必要最小限にまとめる事が可能となった。

## S.BUS2
S.BUSを拡張し、センサー類から受信機への双方向通信を可能にしたシステム。テレメトリーとして利用できる。